# Carl Fisher
Carl Anthony Fisher SSJ (ur. 24 listopada 1945 w Pascagoula, Missisipi, zm. 2 września 1993 w Lakewood, Kalifornia) – afroamerykański duchowny rzymskokatolicki, biskup pomocniczy Los Angeles w latach 1987-1993.

## Życiorys
Święcenia kapłańskie otrzymał 2 czerwca 1973 w zgromadzeniu Józefitów Najświętszego Serca (amerykańskie stowarzyszenie, którego priorytetem jest praca wśród Murzynów). Pracował duszpastersko w Waszyngtonie i Baltimore. Od 1982 roku był proboszczem parafii św. Franciszka Ksawerego w Baltimore – najstarszej amerykańskiej parafii dla czarnych katolików.
23 grudnia 1986 papież Jan Paweł II mianował go biskupem pomocniczym Los Angeles ze stolicą tytularną Tlos. Sakry udzielił mu kardynał Roger Mahony. Zmarł w swym domu w Lakewood na przedmieściach Los Angeles na raka okrężnicy.